# 퍼펙션 (영화)
《퍼펙션》(영어: The Perfection)은 2018년 미국의 심리 공포 스릴러 영화이다. 리처드 셰퍼드가 연출과 공동 각본을 맡았다. 2018년 판타스틱 페스트에서 전 세계 최초 상영되었으며, 2019년에 넷플릭스에서 공개되었다.

## 줄거리
첼로 연주자 샬럿은 보스턴 명문 음악 학교에 다녔지만 말기 환자인 어머니를 간호하기 위해 학교를 그만두었다. 샬럿은 어머니가 돌아가신 후 다시 음악계로 돌아오기 위해 상하이시로 가서 교장 앤턴과 그의 아내 펄로마, 교사 제프리와 타이스와 재회한다. 또한 새롭게 총애를 받는 학생 리지를 알게 된다.
샬럿은 리지와 몸을 섞은 다음날 숙취를 풀자며 이부프로펜과 술을 권한다. 이어 둘은 중국 시골을 여행하는데, 도중 리지는 갑자기 벌레가 팔을 파고드는 환각을 경험하고, 샬럿이 쥐어준 칼로 제 손을 잘라내게 된다.
리지는 이를 앤턴 등에게 보고한 뒤 샬럿에게 복수를 하려고 벼른다. 하지만 리지는 샬럿이 실은 자신을 보호하려고 이런 일을 벌였다는 걸 알게 된다. 
사실 앤턴, 펄로마, 제프리, 타이스는 완벽한 연주를 해내지 못한 학생들을 벌칙이랍시고 성적으로 착취하는 섹스 컬트의 일원이었으며, 샬럿 역시 몇 년간 유린당한 피해자였다. 샬럿은 리지 몸에서 팔분음표 문신을 발견하고 리지 역시 이들의 손아귀에 떨어졌다는걸 깨달았고, 리지가 성노예가 되는 상황과 구실을 원천 봉쇄 하기 위해 극단적인 수단을 사용했던 것이다. 
리지는 샬럿이 벌이는 복수극에 동참하고, 펄로마, 제프리, 타이스가 사망한다. 앤턴은 반격하여 샬럿의 한쪽 손을 못 쓰게 만들지만, 곧 손발이 잘려나가고 눈과 입이 꿰매지는 형벌에 처해진다. 
앤턴은 마치 한 사람의 몸처럼 첼로 한 대를 켜는 샬럿과 리지의 연주를 강제로 감상한다. 

## 출연
- 앨리슨 윌리엄스 - 샬럿 윌모어 역
  - 몰리 그레이스 - 샬럿 아역
- 로건 브라우닝 - 엘리자베스 "리지" 웰스 역
  - 밀라 톰프슨 - 리지 아역
- 얼레이나 허프먼 - 펄로마, 앤턴의 아내 역
- 스티븐 웨버 - 앤턴 역
- 마크 캔드보그 - 타이스 역
- 그레이엄 더피 - 제프리 역
- 아일린 톈 - 장 리 역
- 글리니스 데이비스 - 친척 역